# Malta (Idaho)
Die Stadt Malta liegt im Süden Idahos mit einer Größe von 3,7 km². Die Stadt gehört zum Cassia County in Idaho, USA. 

## Name
Der Name der Stadt ist abgeleitet von der Mittelmeerinsel Malta, auf der George Wilcox Burridge seine Mission der Kirche Jesu Christi der Heiligen der letzten Tage 1853–55 leitete. Einer seiner Nachfahren, der das Postamt leitete, gab der noch unbenannten Siedlung daraufhin den Namen Malta.

## Bevölkerungsdaten
In den Daten von 2000 waren 177 Einwohner in insgesamt 62 Haushalten gemeldet. 49 Familien wohnten dort. Die Bevölkerungsdichte von 48,1/km² macht die ländliche Lage deutlich. In ca. 38 % der Haushalte wohnten Kinder unter 18. Die Durchschnittsgröße eines Haushaltes betrug 2,85 und die der Familien 3,3. Das Durchschnittseinkommen betrug 2000 $14.852,00 und etwa 17,5 % der Bevölkerung lebten unter der Armutsgrenze.
Die meistverbreitete Religion ist der Mormonische Glauben. Viele Familien leben von der Landwirtschaft, besonders dem Anbau von Zuckerrüben.

## Ausbildung
Für die schulische Ausbildung sorgt die Raft River High School mit etwa 160 Schülern. Außerdem ist eine Elementary und eine Junior High School angegliedert. Diese sind Teil des Cassia County School Districts.

## Sonstiges
In Malta gibt es zudem ein Postamt, einen kleinen Supermarkt mit Pizzeria, eine Tankstelle und einen kleinen Energielieferanten.